# 完封
完封（かんぷう、アメリカ英語：shut-out、イギリス英語：clean sheet）とは、スポーツ用語のひとつで、相手を無得点に封じること。
野球やソフトボール、クリケットにおいては、勝利投手に、アイスホッケーでは勝利ゴールテンダーに与えられる記録でもある。またサッカーでも守備陣が無失点で完封した場合に「クリーンシート」と表現する場合がある。

## 野球
野球における完封は、先発投手が初回無死から試合終了まで投球（完投）し、相手チームに得点を与えず勝利投手となった場合に記録される。コールドゲームとなった場合なども、その投手に完封勝利が記録される。ノーヒットノーランや完全試合は完封が前提である。
なお、原則として1人の投手が完投で投げきり、相手チームが無得点である場合に記録されるが、1回の守備時に、無死・無失点の状態で先発投手が降板し、リリーフ登板した投手がそのまま試合終了まで無失点で抑えた場合には、交代した投手に完封が記録される。1回無死無失点の状態で交代が一度ではなく二度以上あったときも同様で、最後に登板した投手がそのまま試合終了まで無失点で抑えたときは、その投手に完封が記録される。この場合にはその投手には同時に交代完了も記録されるが、完投は記録されない（公認野球規則9・18）。
完投して相手を無失点で抑えても、味方も無得点で引分になった場合は、完封は記録されず、完投と引分がカウントされる。
投手に完封が記録されたかどうかを問わず、相手チームに得点を与えなかったことを指して完封試合という。近年は投手の分業という考え方が進み、複数の投手で相手打線を無得点に抑える（しばしば「完封リレー」と表現される）機会も増えている。チーム投手成績の場合は、無失点勝利試合の合計を「完封」欄に記入し、個人による完封の合計数を括弧付きの数字で記録し、個人計とする。
NPBにおけるチームの連続完封試合の記録は、2010年の中日ドラゴンズおよび2011年の北海道日本ハムファイターズによって記録された5試合連続。また、1シーズンにおけるチーム完封勝利数の最多記録は、1956年の西鉄ライオンズ及び1965年の阪神タイガースによって記録された32度。
先発投手が投球数100未満で9回以上を投げ切った完封をマダックスという。2012年にアメリカのベースボール・ライターJason Lukehartによって提唱されたもので、名称はグレッグ・マダックスに由来する。

### NPB

#### 通算記録
| 順位 | 選手名       | 完封 |
| ---- | ------------ | ---- |
| 1    | V.スタルヒン | 83   |
| 2    | 金田正一     | 82   |
| 3    | 小山正明     | 74   |
| 4    | 別所毅彦     | 72   |
| 5    | 鈴木啓示     | 71   |
| 6    | 野口二郎     | 65   |
| 7    | 米田哲也     | 64   |
| 8    | 藤本英雄     | 63   |
| 9    | 若林忠志     | 57   |
| 10   | 村山実       | 55   |

| 順位 | 選手名     | 完封 |
| ---- | ---------- | ---- |
| 11   | 川崎徳次   | 49   |
| 12   | 中尾碩志   | 45   |
| 12   | 江夏豊     | 45   |
| 14   | 梶本隆夫   | 43   |
| 14   | 稲尾和久   | 43   |
| 16   | 斎藤雅樹   | 40   |
| 17   | 真田重蔵   | 39   |
| 18   | 長谷川良平 | 38   |
| 19   | 皆川睦雄   | 37   |
| 19   | 堀内恒夫   | 37   |

- 記録は2024年シーズン終了時点[4]

#### シーズン記録
| 順位 | 選手名   | 所属球団         | 完封 | 記録年 |
| ---- | -------- | ---------------- | ---- | ------ |
| 1    | 野口二郎 | 大洋             | 19   | 1942年 |
| 1    | 藤本英雄 | 東京巨人軍       | 19   | 1943年 |
| 3    | 須田博   | 東京巨人軍       | 16   | 1940年 |
| 4    | 小山正明 | 阪神タイガース   | 13   | 1962年 |
| 5    | 林安夫   | 朝日             | 12   | 1942年 |
| 5    | 林安夫   | 朝日             | 12   | 1943年 |
| 5    | 川崎徳次 | 読売ジャイアンツ | 12   | 1948年 |
| 5    | 権藤博   | 中日ドラゴンズ   | 12   | 1961年 |
| 9    | 森弘太郎 | 阪急             | 11   | 1941年 |
| 9    | 金田正一 | 国鉄スワローズ   | 11   | 1958年 |
| 9    | 米田哲也 | 阪急ブレーブス   | 11   | 1958年 |
| 9    | 村山実   | 阪神タイガース   | 11   | 1965年 |

- 記録は2024年シーズン終了時点[5]

#### その他
完全試合を除く1回3打席ペース（9回27打席）での完封勝利記録
本塁打以外で走者を出塁させたのち、併殺や牽制死などで走者を刺して1回3人ペースで完封を達成したもの
| 達成日        | 投手     | 所属         | スコア | 相手       | 球場         | 備考            |
| ------------- | -------- | ------------ | ------ | ---------- | ------------ | --------------- |
| 1956年4月29日 | 伊藤四郎 | 高橋         | 3-0    | 大映       | 西京極球場   | 5被安打         |
| 1956年6月6日  | 小山正明 | 阪神         | 2-0    | 大洋       | 甲子園       | 1被安打         |
| 1964年7月29日 | 杉浦忠   | 南海         | 2-0    | 阪急       | 阪急西宮球場 | 1被安打         |
| 1965年8月7日  | 石戸四六 | サンケイ     | 3-0    | 大洋       | 明治神宮球場 | 1被安打         |
| 1968年9月1日  | 石岡康三 | サンケイ     | 2-0    | 阪神       | 甲子園       | 1被安打         |
| 1971年8月19日 | 藤本和宏 | 広島         | 6-0    | 中日       | 広島市民球場 | 2与四球         |
| 1973年6月16日 | 高橋直樹 | 日拓         | 1-0    | 近鉄       | 後楽園球場   | 1与四球         |
| 1981年7月20日 | 小林繁   | 阪神         | 1-0    | 中日       | 岡山県野球場 | 1被安打         |
| 1990年4月25日 | 柴田保光 | 日本ハム     | 3-0    | 近鉄       | 東京ドーム   | 1与四球         |
| 1993年8月11日 | 木村恵二 | ダイエー     | 3-0    | 近鉄       | 福岡ドーム   | 2被安打         |
| 1996年4月5日  | 斎藤雅樹 | 巨人         | 9-0    | 阪神       | 東京ドーム   | 1被安打         |
| 2000年8月11日 | 許銘傑   | 西武         | 3-0    | ロッテ     | 西武ドーム   | 2被安打 1与四球 |
| 2005年3月27日 | 渡辺俊介 | ロッテ       | 26-0   | 楽天       | 千葉マリン   | 1被安打 1与四球 |
| 2006年6月8日  | 斉藤和巳 | ソフトバンク | 4-0    | 巨人       | ヤフードーム | 1被安打         |
| 2009年8月5日  | 藤原紘通 | 楽天         | 8-0    | オリックス | 京セラドーム | 1被安打         |
| 2022年5月11日 | 東浜巨   | ソフトバンク | 2-0    | 西武       | PayPayドーム | 2与四球         |
| 2024年8月13日 | 早川隆久 | 楽天         | 3-0    | オリックス | 京セラドーム | 2被安打 2与四球 |

### MLB

#### 通算記録
| 順位 | 選手名                   | 完封 |
| ---- | ------------------------ | ---- |
| 1    | ウォルター・ジョンソン   | 110  |
| 2    | ピート・アレクサンダー   | 90   |
| 3    | クリスティ・マシューソン | 79   |
| 4    | サイ・ヤング             | 76   |
| 5    | エディ・プランク         | 69   |
| 6    | ウォーレン・スパーン     | 63   |
| 7    | ノーラン・ライアン       | 61   |
| 7    | トム・シーバー           | 61   |
| 9    | バート・ブライレブン     | 60   |
| 10   | ドン・サットン           | 58   |

| 順位 | 選手名                 | 完封 |
| ---- | ---------------------- | ---- |
| 11   | パッド・ガルヴィン     | 57   |
| 11   | エド・ウォルシュ       | 57   |
| 13   | ボブ・ギブソン         | 56   |
| 14   | モーデカイ・ブラウン   | 55   |
| 14   | スティーブ・カールトン | 55   |
| 16   | ジム・パーマー         | 53   |
| 16   | ゲイロード・ペリー     | 53   |
| 18   | フアン・マリシャル     | 53   |
| 19   | ルーブ・ワッデル       | 50   |
| 19   | ビック・ウィリス       | 50   |

- 記録は2024年シーズン終了時[9]

#### シーズン記録
| 順位 | 選手名                     | 所属球団                             | 完封数 | 記録年 |
| ---- | -------------------------- | ------------------------------------ | ------ | ------ |
| 1    | ジョージ・ブラッドリー     | セントルイス・ブラウンストッキングス | 16     | 1876年 |
| 1    | ピート・アレクサンダー     | フィラデルフィア・フィリーズ         | 16     | 1916年 |
| 3    | ジャック・クーンズ         | フィラデルフィア・アスレチックス     | 13     | 1910年 |
| 3    | ボブ・ギブソン             | セントルイス・カージナルス           | 13     | 1968年 |
| 5    | パッド・ガルヴィン         | バッファロー・バイソンズ             | 12     | 1884年 |
| 5    | エド・モリス               | ピッツバーグ・アレゲニーズ           | 12     | 1886年 |
| 5    | ピート・アレクサンダー     | フィラデルフィア・フィリーズ         | 12     | 1915年 |
| 8    | トミー・ボンド             | ボストン・レッドキャプス             | 11     | 1879年 |
| 8    | チャールズ・ラドボーン     | プロビデンス・グレイズ               | 11     | 1884年 |
| 8    | デーブ・ファウツ           | セントルイス・ブラウンズ             | 11     | 1886年 |
| 8    | エド・ウォルシュ           | シカゴ・ホワイトソックス             | 11     | 1908年 |
| 8    | クリスティ・マシューソン   | ニューヨーク・ジャイアンツ           | 11     | 1908年 |
| 8    | ウォルター・ジョンソン     | ミネソタ・ツインズ                   | 11     | 1913年 |
| 8    | サンディー・コーファックス | ロサンゼルス・ドジャース             | 11     | 1963年 |
| 8    | ディーン・チャンス         | ロサンゼルス・エンゼルス             | 11     | 1964年 |

- 記録は2024年シーズン終了時点[10]

##### ライブボール時代以降
| 順位 | 選手名                     | 所属球団                       | 完封数 | 記録年 | 備考           |
| ---- | -------------------------- | ------------------------------ | ------ | ------ | -------------- |
| 1    | ボブ・ギブソン             | セントルイス・カージナルス     | 13     | 1968年 | ナ・リーグ記録 |
| 2    | サンディー・コーファックス | ロサンゼルス・ドジャース       | 11     | 1963年 | 左投手記録     |
| 2    | ディーン・チャンス         | ロサンゼルス・エンゼルス       | 11     | 1964年 | ア・リーグ記録 |
| 4    | カール・ハッベル           | ニューヨーク・ジャイアンツ     | 10     | 1933年 |                |
| 4    | モート・クーパー           | セントルイス・カージナルス     | 10     | 1942年 |                |
| 4    | ボブ・フェラー             | クリーブランド・インディアンス | 10     | 1946年 |                |
| 4    | ボブ・レモン               | クリーブランド・インディアンス | 10     | 1948年 |                |
| 4    | フアン・マリシャル         | サンフランシスコ・ジャイアンツ | 10     | 1965年 |                |
| 4    | ジム・パーマー             | ボルティモア・オリオールズ     | 10     | 1975年 |                |
| 4    | ジョン・テューダー         | セントルイス・カージナルス     | 10     | 1985年 |                |

- 記録は2024年シーズン終了時点[14]

## アイスホッケー
アイスホッケーでは出場した試合にて失点が0で試合の最初から最後まで出場したゴールテンダーに完封の記録が付く。

### NHL
通算最多完封勝利
- マーティン ・ブロデューア（英語版） 125